# 寺沢堅高
寺沢 堅高（てらざわ かたたか）は、江戸時代前期の大名。肥前国唐津藩2代藩主。官位は従五位下・兵庫頭。島原の乱が発生する原因の一部を作った。

## 生涯
寺沢広高の次男。元和8年（1622年）に兄の忠晴が早世したので嫡男となり、寛永10年（1633年）の父の死去により遺領を相続し2代藩主となった。
先代から続く天草地方のキリシタン弾圧を厳しくしたことで、寛永14年（1637年）に島原の乱が勃発した。江戸に参勤中であった堅高はすぐさま帰国して幕府軍とともに乱の鎮圧にあたった。
乱の終結後は失政の責を問われた。同じ乱の当事者であり当主が斬首された松倉家に比べれば軽い処分となり、天草領4万石を収公されたに留まったが、出仕も許されず、面目を喪って生き恥をさらす失意の日々を過ごし、正保4年（1647年）11月18日に江戸の海禅寺で自害した。自害の原因としては先の天草領没収による精神的動揺が考えられている。享年39。
唐津城に保管されている松浦風土記には「寛永十四丁丑年天草一揆起四万石御取上正保四年十一月十八日於江戸ニ乱身ニテ卒去無御子御跡施ス」とだけ記されている。
嗣子はなかったため寺沢家は断絶し、唐津藩は改易となった。

## 系譜
- 父：寺沢広高（1563-1633）
- 母：妻木貞徳の娘
- 正室：岡部長盛の娘
- 継室：相馬利胤の娘

## 関連作品

### テレビドラマ
- 侠客・幡随院長兵衛（1995年、テレビ東京・松竹） - 演：中原丈雄